# St. Albert (Alberta)
St. Albert – miasto w Kanadzie, w prowincji Alberta. W 2006 miasto miało 35,04 km² powierzchni i zamieszkiwało je 57 719 osób.